# Drama (rzeka)
Drama – rzeka, prawostronny dopływ Kłodnicy o długości 25,11 km.

## Informacje ogólne

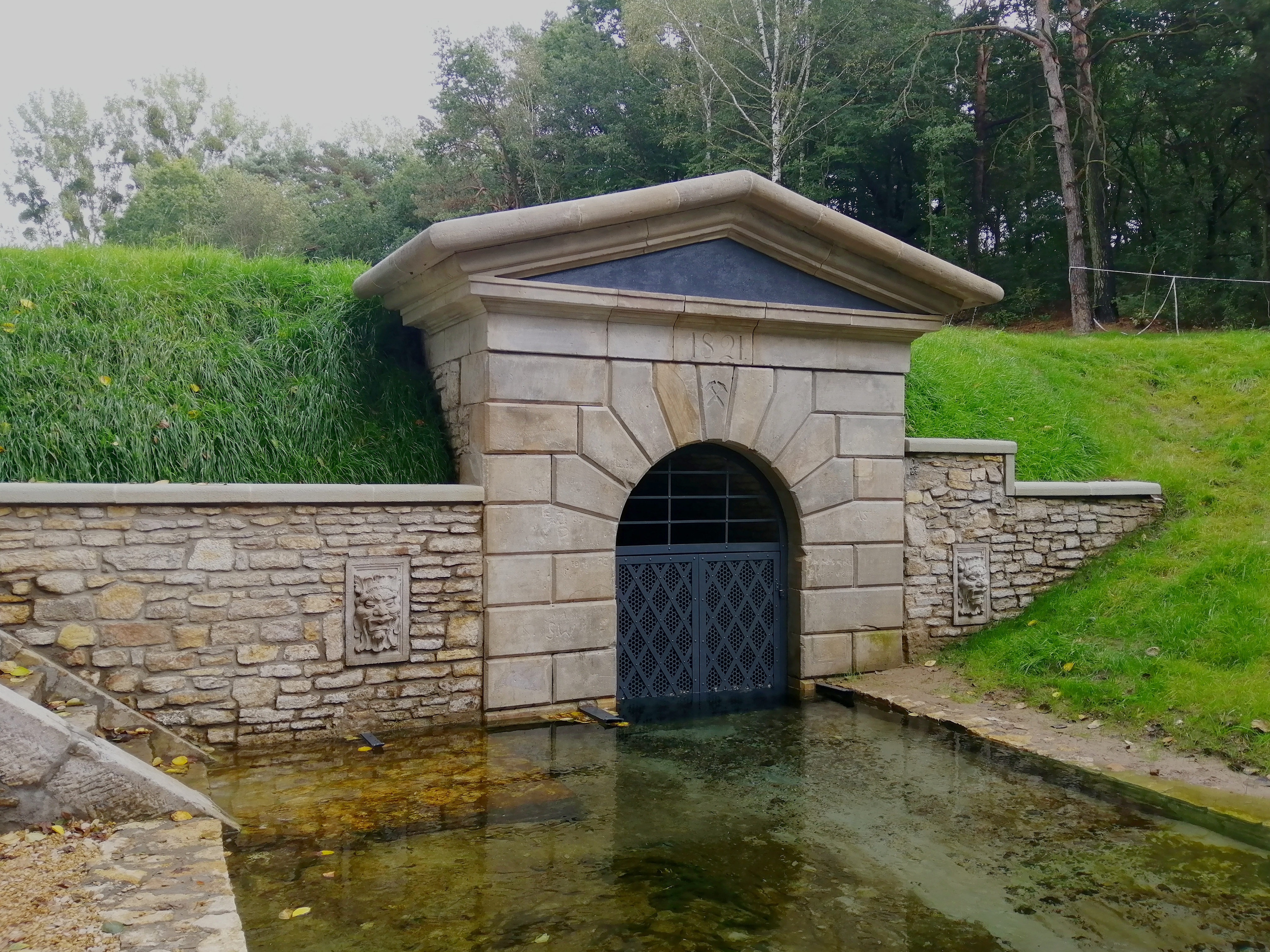
Okno (ujście) Sztolni Czarnego Pstrąga w Ptakowicach

Rzeka płynie w województwie śląskim. Zaczyna bieg w Tarnowskich Górach, w dzielnicy Repty Śląskie (Nowe Repty), pod Srebrną Górą (okolica rezerwatu przyrody Segiet). W swym górnym biegu (na obszarze Rept) jest nazywana też Rowem Repeckim lub Potokiem Repeckim. Po minięciu granicy Tarnowskich Gór Drama płynie przez gminę Zbrosławice. Poniżej parku, na polach Ptakowic, do Dramy uchodzi lewy, sztuczny dopływ Potok Czarnego Pstrąga, będący roznosem Sztolni Czarnego Pstrąga. W Dzierżnie (Pyskowice) zasila zbiornik Dzierżno Małe (jeden z dwóch zbiorników w okolicy obok Dzierżna Dużego). 
Początkowo rzeka rozpoczynała bieg w Lesie Segieckim, na południe od kolonii Segiet i dawnej leśniczówki Segiet (co poświadczają osady rzeczne widoczne na mapach geologicznych), a współcześnie jej koryto zaczyna się w Nowych Reptach. W Starych Reptach do Dramy uchodzi woda z krasowego Źródła Młodości. Dalej rzeka płynie przez zabytkowy Park Repecki i zespół przyrodniczo-krajobrazowy „Park w Reptach i dolina rzeki Dramy”, gdzie jej dolina wcina się na około 20 m głębokości względem sąsiednich terenów. U wylotu z parku do Dramy uchodzi prawostronny dopływ Starotarnowicki Potok (też: Rów Starotarnowicki).
W okresach suchych rzeka jest niewielkim potokiem meandrującym wśród zarośli. Drama prowadzi wody stosunkowo czyste, ale przekroczenia norm stężenia fosforu ogólnego i fosforanów nie pozwalają zaliczyć jej do jakiejkolwiek klasy czystości wód. Rzeka jest częścią obwodu rybackiego. Obwód obejmuje wody rzeki Drama od jej źródeł do linii prostej łączącej punkty zbiegu północnego brzegu Kanału Gliwickiego z lewym brzegiem Dramy i zbiegu północnego brzegu Kanału Gliwickiego z prawym brzegiem Dramy, wraz z wodami zbiornika Dzierżno Małe i jego dopływów, wraz z wodami dopływów, starorzeczy i innych zbiorników wodnych o ciągłym dopływie lub odpływie do wód tego odcinka.
Drama uchodzi do Kłodnicy w Dzierżnie Dolnym na gruntach Taciszowa, zaraz za Kanałem Gliwickim.

## Dopływy

### Od źródeł do Jedlinki (Nowe Repty – Zawada)[8][12][13][14]
- [dopływ z pól] (uchodzi w Nowych Reptach) L
- [dopływ z Lasu Ptakowskiego] (w Starych Reptach) L
- Źródło Młodości (w Starych Reptach) L
- [dopływ z pól] (w Starych Reptach) L
- [dopływ z pól od ul. Brzozowej] (w Starych Reptach) P

- Mikołuszka (Lecynoga)[10] (w Starych Reptach) L
- [dopływ z Parku Repeckiego] (w Starych Reptach) L
- Starotarnowicki Potok (Rów Starotarnowicki[15]) (w Starych Tarnowicach) P
- Dopływ z Laryszowa (Rów Laryszowski[16]) (w Ptakowicach) P
- [dopływ z pól od Laryszowa wschodni] (w Ptakowicach) P
- [dopływ z pól od Laryszowa zachodni] (w Ptakowicach) P
- Dopływ spod Wilkowic (Rów Wilkowicki) (w Ptakowicach) P
- Potok Czarnego Pstrąga (roznos Sztolni Czarnego Pstrąga)[6] (w Ptakowicach) L
- [dopływ z pól] (w Zbrosławicach) P
- [dopływ z pól] (w Zbrosławicach) L
- Dopływ z Ptakowic (Rów Ptakowicki) (w Zbrosławicach) L
- [dopływ z pól] (w Zbrosławicach) L
- [stare koryto Dramy] (w Zbrosławicach) P
- [dopływ z Gustavshöhe] (w Kępczowicach) P
- [dopływ z Józefki] (w Kępczowicach) P
- [dopływ z Kępczowic] (w Nieradzie) L
- [dopływ z Szufajdy] (w Nieradzie) P
- [dopływ z pól] (w Kamieńcu) P
- [dopływ z Glinicy] (w Kamieńcu) L
- [staw w Kamieńcu] L
- [dopływ z Konar] (w Kamieńcu) L
- [dopływ z dworu wschodni] (w Kamieńcu) P
- [dopływ z dworu zachodni] (w Kamieńcu) P
- [dopływ z Łubek] (w Kamieńcu) P
- [stare koryto Dramy od Kamieńca] (w Karchowicach) P
- Sroczka (w Karchowicach) P
- Jedlinka (Grzybowicki Potok, Potok Świętoszowicki) (w Zawadzie) L